# Journal d'un morphinomane
Journal d’un morphinomane est un journal rédigé entre 1880 et 1894 par un médecin inconnu.
Paru pour la première fois dans Archives d’anthropologie criminelle, de médecine légale et de psychologie normale et pathologique en 1896 par Joseph Gouzer, d'après le journal d'un de ses patients morphinomane (lui aussi médecin), il est repris en 1997 chez Allia par Philippe Artières.

## Synopsis
Ce récit autobiographique compte 14 années de morphinomanie vécues par un médecin entre l'âge de 28 ans et 42 ans. L'auteur rapporte son addiction à la morphine. Pris dans le cercle vicieux de la toxicomanie, il est très lucide sur son état et reste optimiste et obsédé par l'idée de retrouver une vie normale. Le journal communique également, par les connaissances médicales de l'auteur, l'évolution de la santé durant les années d'intoxication.